# Peter Adrian
Peter Adrian (* 20. Februar 1957 in Köln) ist ein deutscher Unternehmer. Er ist seit März 2021 Präsident der Deutschen Industrie- und Handelskammer (DIHK).

## Leben
Von 1976 bis 1978 machte Adrian eine Ausbildung zum Bankkaufmann bei der Deutschen Bank in Trier. Von 1979 bis 1983 studierte er Volkswirtschaftslehre an der Universität Trier. Von 1978 bis 1979 war er als Angestellter bei der Deutschen Bank in Trier tätig. 
1980 gründete Adrian eine Baubetreuungs- und Generalübernehmergesellschaft in Luxemburg und 1983 eine Bauträgergesellschaft in Köln. 1989 gründete er die TRIWO AG in Trier. Diese verfügt über 34 Tochtergesellschaften in den Bereichen Industrie- und Gewerbeparks, Kfz-Testcenter und Sonderflughäfen. 
Seit 1994 ist er Mitglied der Vollversammlung der Industrie- und Handelskammer Trier. Von 1999 bis 2006 war er Vizepräsident der IHK Trier. In den Jahren 2006 bis März 2021 war er Präsident der IHK-Arbeitsgemeinschaft Rheinland-Pfalz. Zwischen 2006 und Mitte 2023 war Adrian Präsident der IHK Trier. Seit 2006 ist er Mitglied im DIHK-Vorstand. Seit 2017 ist er Vorsitzender des DIHK-Haushaltsausschusses und seit März 2021 Präsident des DIHK.